# Mark Pinter
Mark Pinter (Decorah, 7 maart 1950) is een Amerikaans acteur.

## Biografie
Pinter heeft gestudeerd aan de Iowa State University in Ames waar hij zijn bachelor of arts haalde. Hierna ging hij studeren aan de Wayne State University in Detroit (Michigan) waar hij zijn master of fine arts haalde.
Pinter was getrouwd en heeft hieruit drie kinderen, hierna was hij van 1987 tot en met 2010 getrouwd met Colleen Zenk met wie hij twee kinderen heeft.

## Filmografie

### Films
Uitgezonderd korte films.
- 2023 Hashtag Proposal - als Edwin DePonce
- 2003 Season of Youth – als ??
- 2001 Vanilla Sky – als Carlton Kaller
- 1999 The Eden Myth – als Edward Speck
- 1991 Other People's Money – als Bart
- 1979 Peyton Place ‘79 – als ??
- 1978 Crash – als drager
- 1978 Go West, Young Girl – als luitenant

### Televisieseries
Uitgezonderd eenmalige gastrollen.
- 2020 Narcos: Mexico - als John Bell - 2 afl.
- 2013 The Young and the Restless - als Marcus Wheeler - 22 afl.
- 2008 – 2010 General Hospital – als Thomas Rayner – 41 afl.
- 2001 – 2002 All My Children – als Roger Smythe – 3 afl.
- 1991 – 1999 Another World – als Grant Harrison - ? afl.
- 1987 – 1989 Loving – als Dan Hollister - 9 afl.
- 1984 – 1986 As the World Turns – als Brian McColl – 13 afl.
- 1980 – 1981 Secrets of Midland Heights – als Calvin Richardson – 3 afl.
- 1979 – 1980 Love of Life – als dr. Tom Crawford - 2 afl.